# 牧神的午後

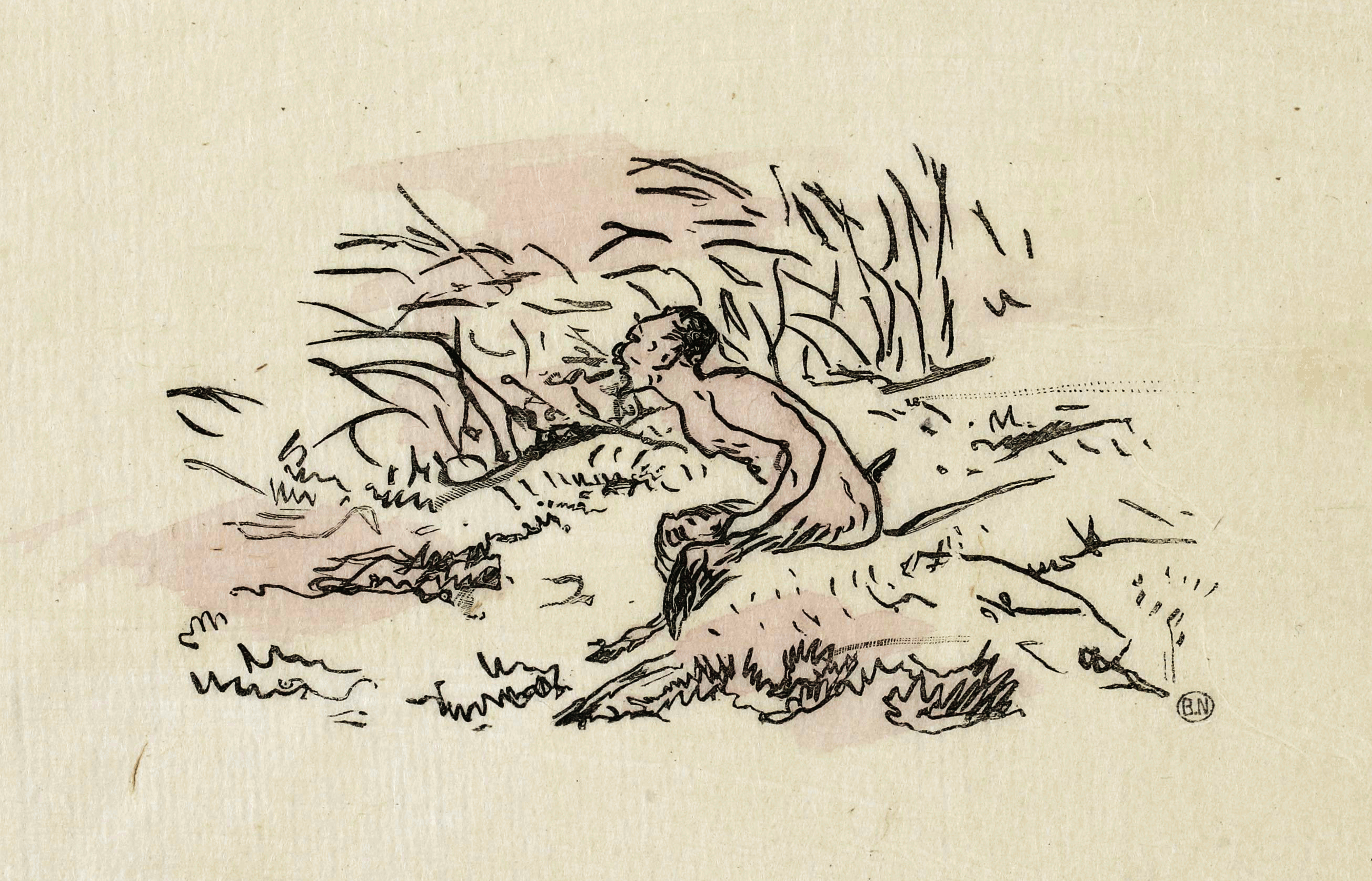
馬奈為《牧神的午後》所畫的卷頭插畫

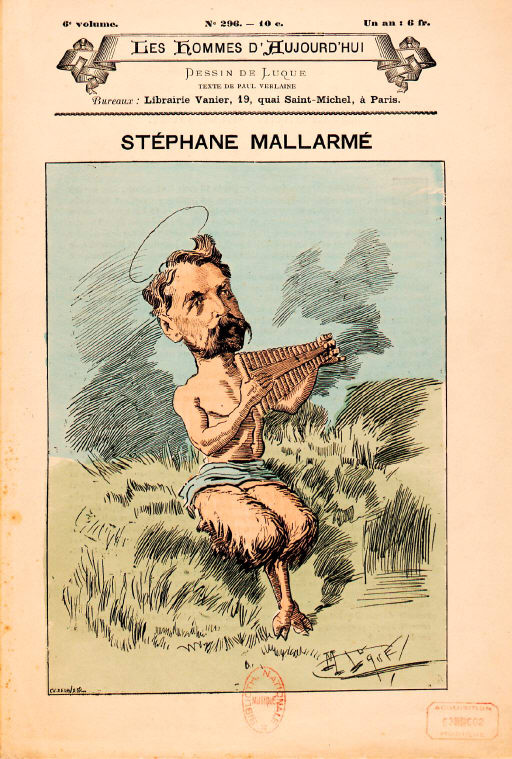
被畫成牧神的馬拉美，刊於法國文藝雜誌《今天的人》（Les hommes d'aujourd'hui），1887年

《牧神的午後》（法語：L'Après-midi d'un faune）為法國詩人斯特凡·馬拉美的詩作，為他其中一首廣為人知的作品，也是法國文學象徵主義發展歷史上的里程碑。法國詩人、散文家暨哲學家，瓦勒里視此詩為法國文學詩上最偉大的詩作。

## 背景與內容
此詩的最初版本於1865年（馬拉美在1865年6月寫信給亨利·卡扎利（Henri Cazalis）時首次提到此詩）至1867年期間寫成，終稿於1876年出版。詩歌描述了古羅馬神話中牧神法翁剛從午睡中甦醒過來的感官經驗，他以夢一樣的囈語詳述早晨與幾名寧芙相遇的經過，整段獨白儼如夢囈。
馬拉美的詩作以晦澀難懂見稱，同時亦有種迷濛的美，《牧神的午後》一詩正好傳達了這種似真非真，如夢如幻的美感。主角牧神在詩中一再歌頌仙女，以及與她們相處的每一刻，但最後醒來發現孑然一人，只能慨嘆「別了，仙女們；我還會看見你們化成的影」。

## 對後世的影響
《牧神的午後》啟發了法國作曲家德布西創作《《牧神午後》序曲》（Prélude à l'après-midi d'un faune），亦啟發了瓦斯拉夫·弗米契·尼金斯基、傑羅姆·羅賓斯、提姆·拉殊頓（Tim Rushton）編導同名的芭蕾舞作品。德布西的前奏曲與尼金斯基所編的《牧神的午後》芭蕾舞對藝術中的現代主義發展影響深遠。

## 資料來源
1. ↑  Weinfield, Henry. Stephane Mallarme, Collected Poems. Translated with commentary. 1994, University of California Press. Online version at GoogleBooks （页面存档备份，存于）
2. ↑  《多情的散步：法國象徵派詩選》（1992年）：14頁、243頁。
3. ↑  《多情的散步：法國象徵派詩選》（1992年）：293頁。